# VTB United League 2021-2022
La VTB United League 2021-2022 è la 14ª edizione della VTB United League, oltre ad essere la nona stagione in cui la VTB League funge da massimo campionato russo. Il campionato è iniziato a settembre 2021 e la stagione regolare si è conclusa il 17 aprile 2022.

## Squadre partecipanti
All'inizio della stagione solo 12 squadre erano iscritte alla competizione, perché il Basketbol'nyj klub Chimki ha deciso di non partecipare a causa di difficoltà economiche.
Il 24 febbraio il club estone Kalev/Cramo ha deciso di terminare la membership con la VTB League in protesta per l'invasione russa dell'Ucraina. Il giorno seguente anche il club polacco Zielona Góra decise di sospendere la propria partecipazione alla competizione per lo stesso motivo.

### Localizzazione delle squadre partecipanti
| Squadra              | Città           | Stadio                   | Capacità |
| -------------------- | --------------- | ------------------------ | -------- |
| Avtodor Saratov      | Saratov         | DS Kristall              | 5.500    |
| BK Astana            | Astana          | Arena Velotrack          | 9.270    |
| Cmoki Minsk          | Minsk           | Minsk-Arena              | 15.000   |
| CSKA Mosca           | Mosca           | Megasport Arena          | 13.344   |
| Enisey Krasnojarsk   | Krasnojarsk     | Arena.Sever              | 4.000    |
| Kalev/Cramo          | Tallinn         | Saku Suurhall            | 7.200    |
| Lokomotiv Kuban'     | Krasnodar       | Basket-Hall              | 7.500    |
| Nižnij Novgorod      | Nižnij Novgorod | Trade Union Sport Palace | 5.500    |
| Parma Perm'          | Perm'           | UDS Molot                | 7.000    |
| UNICS Kazan'         | Kazan'          | Basket-Hall              | 7.000    |
| Zenit S. Pietroburgo | San Pietroburgo | Sibur Arena              | 6.381    |
| Zielona Góra         | Zielona Góra    | CRS Hall                 | 6.080    |

## Regular season

### Classifica
| Pos. | Squadra              | G  | V  | P  | PtF  | PtS  | Diff. | Perc. |
| ---- | -------------------- | -- | -- | -- | ---- | ---- | ----- | ----- |
| 1.   | CSKA Mosca           | 18 | 15 | 3  | 1596 | 1260 | +336  | 0.833 |
| 2.   | Zenit S. Pietroburgo | 18 | 14 | 4  | 1537 | 1332 | +205  | 0.778 |
| 3.   | UNICS Kazan'         | 18 | 14 | 4  | 1530 | 1316 | +214  | 0.778 |
| 4.   | Lokomotiv Kuban'     | 18 | 11 | 7  | 1663 | 1566 | +97   | 0.611 |
| 5.   | Parma Perm'          | 18 | 10 | 8  | 1370 | 1388 | −18   | 0.556 |
| 6.   | Avtodor Saratov      | 18 | 9  | 9  | 1475 | 1559 | -84   | 0.500 |
| 7.   | Enisey Krasnojarsk   | 18 | 6  | 12 | 1381 | 1474 | −93   | 0.333 |
| 8.   | Nižnij Novgorod      | 18 | 6  | 12 | 1353 | 1418 | -65   | 0.333 |
| 9.   | Cmoki Minsk          | 18 | 3  | 15 | 1225 | 1543 | −318  | 0.167 |
| 10.  | Astana               | 18 | 2  | 16 | 1212 | 1486 | −274  | 0.111 |
| 11.  | Zielona Góra         | 0  | 0  | 0  | 0    | 0    | 0     | -     |
| 12.  | Kalev/Cramo          | 0  | 0  | 0  | 0    | 0    | 0     | -     |

Legenda:
      Campione della VTB United League.
      Partecipante ai play-off.
      Ritirata.
Regolamento:
In caso di arrivo a pari punti, contano le statistiche sugli scontri diretti.

## Play-off

### Tabellone
|  | Quarti di finale     | Quarti di finale     |                      |                  | Semifinali                | Semifinali                |  |  | Finale | Finale |
|  |                      |                      |                      |                  |                           |                           |  |  |        |        |
|  |                      |                      |                      |                  |                           |                           |  |  |        |        |
|  |                      |                      |                      |                  |                           |                           |  |  |        |        |
|  | CSKA Mosca           | 3                    |                      |                  |                           |                           |  |  |        |        |
|  | CSKA Mosca           | 3                    |                      |                  |                           |                           |  |  |        |        |
|  | Nižnij Novgorod      | 0                    |                      |                  |                           |                           |  |  |        |        |
|  | Nižnij Novgorod      | 0                    | CSKA Mosca           | 3                |                           |                           |  |  |        |        |
|  |                      |                      | CSKA Mosca           | 3                |                           |                           |  |  |        |        |
|  |                      | Lokomotiv Kuban'     | 1                    |                  |                           |                           |  |  |        |        |
|  | Lokomotiv Kuban'     | Lokomotiv Kuban'     | 1                    | 3                |                           |                           |  |  |        |        |
|  | Lokomotiv Kuban'     |                      |                      | 3                |                           |                           |  |  |        |        |
|  | Parma Perm'          | 0                    |                      |                  |                           |                           |  |  |        |        |
|  | Parma Perm'          | 0                    | CSKA Mosca           | 3                |                           |                           |  |  |        |        |
|  |                      |                      | CSKA Mosca           | 3                |                           |                           |  |  |        |        |
|  |                      | Zenit S. Pietroburgo | 4                    |                  |                           |                           |  |  |        |        |
|  | Zenit S. Pietroburgo | Zenit S. Pietroburgo | 4                    | 3                |                           |                           |  |  |        |        |
|  | Zenit S. Pietroburgo |                      |                      | 3                |                           |                           |  |  |        |        |
|  | Enisey Krasnojarsk   | 0                    |                      |                  |                           |                           |  |  |        |        |
|  | Enisey Krasnojarsk   | 0                    | Zenit S. Pietroburgo | 3                | Finale per il terzo posto | Finale per il terzo posto |  |  |        |        |
|  |                      |                      | Zenit S. Pietroburgo | 3                | Finale per il terzo posto | Finale per il terzo posto |  |  |        |        |
|  |                      | UNICS Kazan'         | 1                    |                  |                           |                           |  |  |        |        |
|  | UNICS Kazan'         | UNICS Kazan'         | 1                    | 3                | UNICS Kazan'              | 3                         |  |  |        |        |
|  | UNICS Kazan'         |                      |                      | 3                | UNICS Kazan'              | 3                         |  |  |        |        |
|  | Avtodor Saratov      | 0                    |                      | Lokomotiv Kuban' | 1                         |                           |  |  |        |        |
|  | Avtodor Saratov      | 0                    |                      |                  | 1                         |                           |  |  |        |        |
|  |                      |                      |                      |                  |                           |                           |  |  |        |        |
|  |                      |                      |                      |                  |                           |                           |  |  |        |        |

### Quarti di finale
| Squadra 1            | Totale | Squadra 2          | Gara 1 | Gara 2 | Gara 3 | Gara 4 | Gara 5 |
| -------------------- | ------ | ------------------ | ------ | ------ | ------ | ------ | ------ |
| CSKA Mosca           | 3 – 0  | Nižnij Novgorod    | 78–64  | 91–89  | 88–75  | –      | –      |
| Zenit S. Pietroburgo | 3 – 0  | Enisey Krasnojarsk | 104–55 | 83–75  | 82–55  | –      | –      |
| UNICS Kazan'         | 3 – 0  | Avtodor Saratov    | 106–76 | 97–59  | 88–79  | –      | –      |
| Lokomotiv Kuban'     | 3 – 0  | Parma Perm'        | 76–70  | 100–84 | 101–78 | –      | –      |

### Semifinali
| Squadra 1            | Totale | Squadra 2        | Gara 1 | Gara 2 | Gara 3 | Gara 4 | Gara 5 |
| -------------------- | ------ | ---------------- | ------ | ------ | ------ | ------ | ------ |
| CSKA Mosca           | 3 – 1  | Lokomotiv Kuban' | 93–90  | 86–72  | 82–94  | 94–84  | –      |
| Zenit S. Pietroburgo | 3 – 1  | UNICS Kazan'     | 65–74  | 76–67  | 68–67  | 75–69  | –      |

### Finale 3º posto
| Squadra 1    | Totale | Squadra 2        | Gara 1 | Gara 2 | Gara 3 | Gara 4 | Gara 5 |
| ------------ | ------ | ---------------- | ------ | ------ | ------ | ------ | ------ |
| UNICS Kazan' | 3 – 1  | Lokomotiv Kuban' | 90–75  | 81–94  | 93–87  | 94–73  | –      |

### Finale
| Squadra 1  | Totale | Squadra 2            | Gara 1 | Gara 2 | Gara 3 | Gara 4  | Gara 5 | Gara 6 | Gara 7 |
| ---------- | ------ | -------------------- | ------ | ------ | ------ | ------- | ------ | ------ | ------ |
| CSKA Mosca | 3 – 4  | Zenit S. Pietroburgo | 83–59  | 82–73  | 79–83  | 111–110 | 95–97  | 63-82  | 75-81  |

## Premi e riconoscimenti
- MVP regular season:  Mario Hezonja –  UNICS Kazan'[14]
- MVP Finals:  Jordan Mickey –  Zenit S. Pietroburgo
- Top scorer:  Errick McCollum –  Lokomotiv Kuban'[15]
- Allenatore dell'anno:  Dīmītrīs Itoudīs –  CSKA Mosca[16]
- Sesto uomo dell'anno:  Billy Baron –  Zenit S. Pietroburgo[17]
- Difensore dell'anno:  Jordan Mickey –  Zenit S. Pietroburgo[18]
- Miglior giovane:  Andrej Martjuk –  Lokomotiv Kuban'[19]
- Performance of the Season:  Anthony Hickey –  Astana[20]

### MVP del mese
| Mese              | Giocatore        | Squadra              | Note |
| 2020              | 2020             | 2020                 | 2020 |
| ----------------- | ---------------- | -------------------- | ---- |
| Settembre/Ottobre | Gabriel Lundberg | CSKA Mosca           |      |
| Novembre          | Mario Hezonja    | UNICS Kazan'         |      |
| Dicembre          | Kenny Chery      | Avtodor Saratov      |      |
| 2021              |                  |                      |      |
| Gennaio           | Jeremiah Hill    | Parma Perm'          |      |
| Febbraio          | Alex Poythress   | Zenit S. Pietroburgo |      |
| Marzo             | Aleksej Šved     | CSKA Mosca           |      |
| Aprile            | Billy Baron      | Zenit S. Pietroburgo |      |